# Windischenhaig
Windischenhaig (oberfränkisch: Windschn-haach) ist ein Gemeindeteil der Großen Kreisstadt Kulmbach im Landkreis Kulmbach (Oberfranken, Bayern). Windischenhaig liegt in der Gemarkung Katschenreuth.

## Geografie

### Geografische Lage
Das Dorf liegt auf mehreren Riedeln aus Bausandstein (Mittlerer Keuper) über der Talaue des Roten Mains. Das Tal des dort links dem Roten Main zufließenden Hirtenbachs trennt die Höhenrücken voneinander und führt zu großen Höhenunterschieden innerhalb des Dorfes. Gemeindeverbindungsstraßen führen nach Hitzmain (0,9 km nordwestlich), an der Frischenmühle vorbei nach Unterzettlitz (1 km nordöstlich), nach Lanzenreuth zur Kreisstraße KU 5 (2,2 km südöstlich) und nach Kemeritz ebenfalls zur KU 5 (2,1 km südlich).

### Ortsbild
Windischenhaig ist ein typisches Haufendorf, das aus älteren landwirtschaftlichen Anwesen, stattlichen Gehöften mit gewöhnlich aus Bruchstein aufgeführtem zwei- bis dreigeschossigem Wohnhaus, großer Scheune, Stallgebäude und weiteren kleineren Bauten sowie kleineren Seldnerstellen und insbesondere zum Dorfrand hin, aus jüngeren Wohngebäuden neu hinzugezogener Einwohner besteht.
Der Gasthof Hereth „Zum grünen Kranze“ liegt neben landwirtschaftlichen Nebengebäuden und großem Fischteich im Talgrund des Hirtenbaches und bildet das Zentrum des Dorfes. Nach Westen und Osten steigt von dort aus die Hauptstraße an und führt zu weiteren Gehöften. Die Durchgangsstraße verläuft entlang des Hangfußes der Keuperhänge über dem Rotmaintal.

## Geschichte
Der Ort wurde 1223 als „Houge“ erstmals urkundlich erwähnt. Er gehörte den Herzögen von Andechs-Meranien, die auch sonst weite Teile Oberfrankens beherrschten, darunter auch Kulmbach mit der Plassenburg. In Urkunden aus dieser Zeit ist außerdem ein Dorf „Erkenbrechtsreuth“ verzeichnet, das wüst gefallen ist. Möglicherweise war dieser Ort aber auch eine Dorfhälfte von Windischenhaig und ist im Laufe der Jahrhunderte mit dem übrigen Dorfteil verschmolzen. 1318 wurde der Ort erstmals „Windissemhauge“ genannt zur Unterscheidung von dem 5 km nördlich gelegenen gleichnamigen Ort (das heutige Burghaig). Das Grundwort haug (mhd.) bedeutet Hügel, das Bestimmungswort gibt zu erkennen, dass Wenden dort angesiedelt wurden.
Gegen Ende des 18. Jahrhunderts bestand Windischenhaig aus 13 Anwesen. Das Hochgericht übte das bayreuthische Stadtvogteiamt Kulmbach aus. Es hatte zugleich die Dorf- und Gemeindeherrschaft. Grundherren waren das Kastenamt Kulmbach (1 Sölde, 2 Tropfgütlein), der Markgräfliche Lehenhof Bayreuth (1 Söldengut mit Zapfenschankgerechtigkeit), das Klosteramt Kulmbach (1 Hof), das Rittergut Wernstein (1 Hof, 1 Gut, 1 Söldengut), das Rittergut Windischenhaig (1 Hof) und die Superintendur Kulmbach (3 Höfe, 1 Sölde).
Von 1797 bis 1810 unterstand der Ort dem Justiz- und Kammeramt Kulmbach. Mit dem Gemeindeedikt wurde Windischenhaig dem 1811 gebildeten Steuerdistrikt Melkendorf zugewiesen. 1812 erfolgte die Überweisung an den Steuerdistrikt Katschenreuth und die neu gebildete gleichnamige Ruralgemeinde. Am 1. Juli 1976 wurde Windischenhaig im Zuge der Gebietsreform in Bayern nach Kulmbach eingegliedert.
Windischenhaig hat viele Elemente tradierter oberfränkischer Dörflichkeit bewahrt: seine Grundstruktur als gewachsenes Haufendorf, landwirtschaftliche Tätigkeiten (neben einem großen Hof am Südrand des Dorfes überwiegend in der Form der Nebenerwerbslandwirtschaft), die Einbettung in die Feldflur der Umgebung, die Felsenkeller an der Straße, die in den Keupersandstein gegraben wurden, sowie auch die Tatsache, dass das Dorf  nur über zwei Straßennamen verfügt und die Häuser durchnummeriert sind (die Reihenfolge folgt im Wesentlichen dem Baudatum). Der jüngere Ausbau des Dorfes durch neuere Einfamilienhäuser, überwiegend im Zuge der Suburbanisierung aus dem zentralen Ort Kulmbach, hat an der Grundstruktur der ländlichen Siedlung wenig geändert; vor allem im Westen des Dorfes wurden neue Wohngebäude errichtet.

### Baudenkmal
- Grenzstein

### Einwohnerentwicklung
| Jahr      | 001809 | 001818 | 001861 | 001871 | 001885 | 001900 | 001925 | 001950 | 001961 | 001970 | 001987 | 002013 |
| Einwohner | 161    | 137    | 164    | 145    | 149    | 146    | 137    | 263    | 195    | 182    | 196    | 301 *  |
| Häuser    |        | 22     |        |        | 26     | 26     | 26     | 27     | 30     |        | 51     |        |
| Quelle    | [ 12 ] | [ 8 ]  | [ 13 ] | [ 14 ] | [ 15 ] | [ 16 ] | [ 17 ] | [ 18 ] | [ 19 ] | [ 20 ] | [ 21 ] | [ 1 ]  |

## Religion
Windischenhaig ist seit der Reformation evangelisch-lutherisch geprägt und nach St. Johannes der Täufer (Hutschdorf) gepfarrt.